# Haworthia variegata var. hemicrypta
Haworthia variegata var. hemicrypta, és una varietat de Haworthia arachnoidea del gènere Haworthia de la subfamília de les asfodelòidies.

## Descripció
Haworthia variegata var. hemicrypta és una planta petita amb roseta de 2 a 3 cm de diàmetre. El color és verd clar, moderadament variat a verd normal. Les fulles són llargues i primes, amb petites dents als marges.

## Distribució i hàbitat
Aquesta varietat creix a la província sud-africana del Cap Occidental, on va ser descrita per Bayer des de l'àrea de Potberg. Hi ha poques poblacions conegudes. Se n'ha observat dos: un es trobava en un fort pendent muntanyós, hi creixen plantes en escletxes de roca i formen petits cúmuls. Deixen un color i els punts translúcids blancs a les fulles són molt atractius. La segona població es troba a vessants inferiors, gairebé a la plana; aquí les plantes creixen entre herba, només deixen les puntes visibles i el seu color és més o menys verd.
Creixen a la grava de gres i solen ser molt críptics, només amb les puntes de les fulles són visibles sobre el sòl. És una espècie lentament prolífera.

## Taxonomia
Haworthia variegata var. hemicrypta va ser descrita per Martin Bruce Bayer i publicat a Haworthia Revisited 158, a l'any 1999.
Etimologia
Haworthia: nom en honor del botànic britànic Adrian Hardy Haworth (1767-1833).
variegata: epítet llatí que significa "fer o ser diferents colors, variegada".
var. hemicrypta: epítet grec que significa "mig enterrat".
Basiònim
- Haworthia hemicrypta (M.B. Bayer) M.Hayashi[2]